# Teologia morale

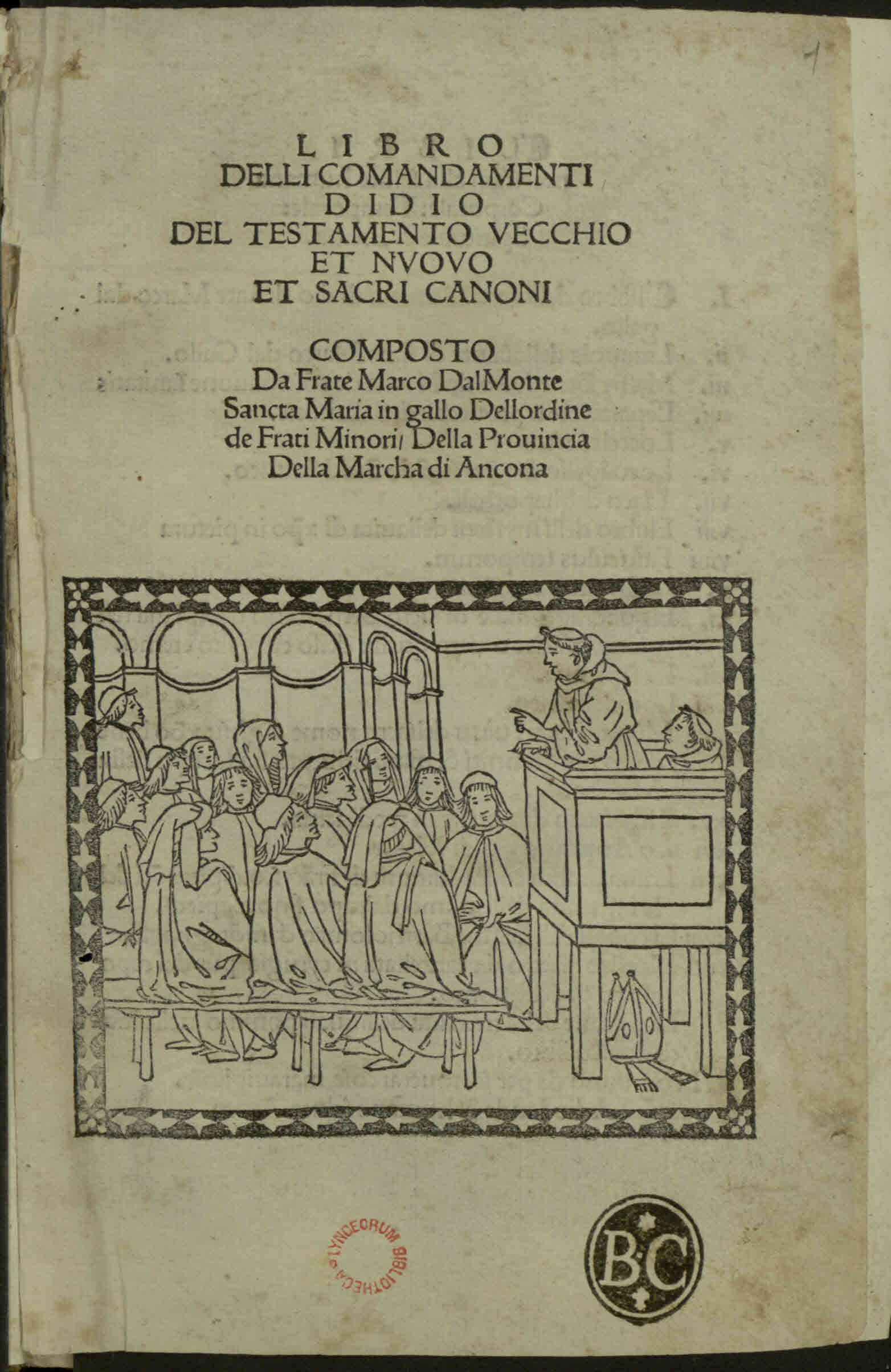
Marco da Montegallo, Libro dei comandamenti di Dio, 1494

La teologia morale è una disciplina di studi sviluppatasi principalmente in ambito cristiano e che, secondo la sua definizione essenziale (cioè "che ne chiarisce l'essenza"), è «la scienza procedente dalla divina rivelazione che ordina gli atti umani alla beatitudine soprannaturale»; si può parlare inoltre della teologia morale come della disciplina che considera le azioni dell'uomo alla luce della sua costituzione metafisica e della rivelazione divina.

## Storia
La teologia morale nacque come scienza organica e sistematica con la seconda parte della Summa Theologiae che ricalcava l'Etica nicomachea di Aristotele.
Con Guglielmo d'Ockham e il nominalismo iniziò la crisi della Scolastica e del pensiero tomista. Concetti fondativi come bene, male, peccato vengono considerati come semplice emissione di voce (flatus vocis), parole senza fondamento. Il nominalismo tese a negare l'esistenza di norme morali di carattere generale e a valutare sempre a partire dal caso concreto, di caso in caso. I sistemi morali si divisero fra le due posizioni estreme dei rigoristi (secondo i quali occorre sempre seguire la legge morale) e i lassisti (che si ispiravano invece a una maggiore tolleranza nel rispetto delle norme).
Nel XVII secolo, la Theologia moralis di sant'Alfonso Maria de' Liguori evidenzia che la morale cattolica si era ridotta a puro-legalismo, a mera osservanza delle norme etiche, perdendo lo slancio massimalista verso la perfezione Cristiana e l'alta vocazione alla santità che era proprio della theosis del perito patristico. L'autore nota che i cristiani devono evitare un eccessivo rigorismo morale che rischia di allontanare i fedeli, provocando la loro dannazione anziché salvarli.
Al Concilio Vaticano II i vescovi respinsero la discussione del documento intitolato De Ordine morali perché era di impostazione eccessivamente tradizionale in quanto consistente in una raccolta di errori morali da condannare, ben lungi dallo spirito del concilio che cercava un dialogo e una riconciliazione con il mondo. 
Alcuni spunti importanti sono contenuti nelle costituzioni dogmatiche promulgate dal concilio. La Lumen gentium afferma che "ogni uomo è chiamato alla santità del Padre" (n. 39). In questo modo, si supera la visione tradizionale che riteneva la perfezione evangelica come un risultato ottenibile solo dai religiosi che di fatto abbandonavano il mondo ed entravano in monastero; si passa da una morale della legge a una morale della Grazia dove la santità è qualcosa che si acquisisce grazie all'affiliazione a Dio e al battesimo che ci rendono compartecipi della natura divina.
La Dei Verbum ribadisce che la sacra scrittura e l'anima di tutta la teologia, inclusa la teologia morale, presente e viva in tutto il suo percorso. Cristo imita Dio Padre, lo conosce e lo rivela agli uomini ed è l'unica via per accedere a lui. Tutto è stato creato per mezzo di Cristo e in vista di Lui.
La Gaudium et spes sostiene che il mistero di Cristo permette di comprendere chi sia l'uomo, che Cristo è venuto a rivelare il mistero del padre e rivela anche l'uomo all'uomo, comunicandogli l'altissima vocazione alla quale è chiamato. Dalla comune filiazione con Dio discende la fraternità universale della famiglia umana. 
L'Optatam Totius riconosce nella teologia morale una malata grave, richiedendo che essa sia maggiormente fondata sulla sacra scrittura e che abbia duplice scopo dimostrare l'altezza della vocazione che i fedeli hanno ricevuto in Cristo e di illustrare l'obbligo di "portare frutti nella carità per la vita del mondo".
Le encicliche Redemptor hominis e Veritatis splendor rappresentano i primi documenti magisteriali veri e propri in ambito di teologia morale. Essi affermano che la ragione è autonoma dalla fede, ma non è indipendente da Dio perché da Lui è stata creata. Solo Cristo svela davvero chi sia l'uomo e, per comprendere la propria identità filiale battesimale, l'uomo deve rivolgersi al Salvatore. L'uomo è stato predestinato l'affiliazione, preparata quest'ultima per essere conforme all'immagine del Figlio ed è divenuto infine figlio nel Figlio grazie alla fede e al battesimo (VS 45). La vita morale cristiana è una risposta alla vocazione dell'uomo di essere figlio nel Figlio.

## Le fonti della teologia morale
Pertanto le fonti principali da cui muove la teologia morale sono:
- la divina rivelazione (nella sua duplice accezione di Sacra Scrittura e Tradizione, con riferimento alle grandi categorie teologiche quali alleanza, regno, sequela e alle prescrizioni etiche che da esse derivano);
- la natura umana, intesa come natura metaphysica et absoluta hominis[3], nella quale sono incardinati alcuni precetti validi per tutti gli uomini di tutti i tempi e di tutti i luoghi, la cosiddetta legge naturale: non rubare, non uccidere, non dire falsa testimonianza, esiste Dio e ci assiste.

## Le branche della teologia morale
A seconda che si ritenga o no che la tradizionale "teologia morale generale"" sia stata superata dalla nuova "teologia morale fondamentale" nella sua stessa ragion d'essere, la teologia morale può essere suddivisa in due o tre parti: nel primo caso, si avrà la bipartizione "teologia morale fondamentale"/"teologia morale speciale"; nel secondo caso, ad esse continuerà ad affiancarsi una "teologia morale generale", in un sistema tassonomico, pertanto, tripartito.

### La teologia morale fondamentale
La teologia morale "fondamentale" è una disciplina relativamente recente, che intende sostituirsi od affiancarsi (a seconda dell'impostazione bipartita o tripartita che si voglia seguire nello studio della teologia morale), negli studi ecclesiastici, alla tradizionale disciplina conosciuta come "teologia morale generale", in risposta all'emanazione del decreto del Concilio Vaticano II Optatam Totius (cfr. in particolare l'art. 16): la nuova disciplina intende offrire, in chiave sensibilmente rinnovata rispetto agli studi ecclesiastici preconciliari, i fondamenti epistemologici e metodologici - in particolare, gli strumenti critici ed argomentativi - della teologia morale. Per la teologia morale "fondamentale" il fondamento o presupposto dell'agire umano - beninteso, ove tale agire sia volontario e dotato di senso - non è più la legge naturale, come esposto dalla tradizionale "morale generale" di impostazione essenzialmente tomistica, ma la Rivelazione.
La teologia morale fondamentale tratta dei principi primi comuni a tutte le questioni morali concrete (dei principi, dunque, ai quali deve essere ricondotto ogni altro principio stabilito nell'ambito della teologia morale: tal era, ad esempio, nell'economia della prevalente teologia morale anteriore al Concilio Vaticano II, l'imperativo, derivante dalla legge naturale posta da Dio, di fare il bene ed evitare il male, imperativo al quale l'uomo può certamente corrispondere, in quanto provvisto di ragione pratica che gli fa discernere ciò che è bene e ciò che è male, in relazione alla finalità perseguita (e potrà corrispondere meglio all'imperativo, poi, ove siffatta ragione sia accompagnata dalla conoscenza della Rivelazione, della Tradizione e dal riconoscimento dell'autorità del Magistero); per San Tommaso d'Aquino, in particolare, la conoscenza del bene e del male discende dall'esame della natura umana condotto dall'intelletto speculativo, esame che ha per esito la produzione delle norme morali.
Per contro, alla teologia morale speciale spetta, invece, la specificazione normativa della condotta umana negli specifici ambiti dell'esistenza in cui essa può estrinsecarsi: ambito medico, sacerdotale, giudiziario, familiare, ecc.; ove si ritenga, poi, che la teologia morale generale sopravviva agli esiti postconciliari in qualità di disciplina autonoma e non ancillare alla "fondamentale", ad essa spetterà l'analisi delle strutture morali dell'azione umana (coscienza, volontà, discernimento, intenzione, percezione del peccato, responsabilità, ecc.). Non mancano, tuttavia, attesa la relativa gioventù scientifica della "fondamentale" rispetto alla "generale", incertezze sui limiti dei rispettivi ambiti e confusioni od oscillazioni terminologiche fra le due branche teologiche e ciò, sia fra gli studiosi che ritengono che la morale fondamentale abbia superato, soppriantadola, quella generale, sia fra quelli che conservano una tripartizione "fondamentale/generale/speciale".

### La teologia morale speciale
La teologia morale speciale tratta in maniera specifica dei vari temi morali. L'organizzazione del materiale dipende dall'architettura scelta: 
- alcuni impostano la morale sul Decalogo rivelato da Dio a Mosè sul monte Sinai
- altri sul duplice precetto della carità (l'amore per Dio e l'amore per il prossimo)
- altri, ancora, sulle virtù teologali e morali
- altri, infine, accostano un trattato all'altro, riconoscendo l'impossibilità di un'architettura generale.

In genere si considerano discipline di teologia morale speciale la bioetica, la teologia dell'amore umano e la dottrina sociale della Chiesa.